# لوسي هاردي
لوسي هاردي (بالإنجليزية: Lucy Hardy-Wainwright)‏ هي راكبة الكنو بريطانية، ولدت في 5 مايو 1978 في سويندون في المملكة المتحدة.

## وصلات خارجية
- لوسي هاردي على موقع أوليمبيديا (الإنجليزية)
- لوسي هاردي على موقع اللجنة الأولمبية البريطانية (الإنجليزية)